# Mothon sarmaticus
Mothon sarmaticus är en skalbaggsart som beskrevs av Semenov och Medvedev 1927. Mothon sarmaticus ingår i släktet Mothon, och familjen Aphodiidae. Inga underarter finns listade.